# Vytautas (Mineralwasser)

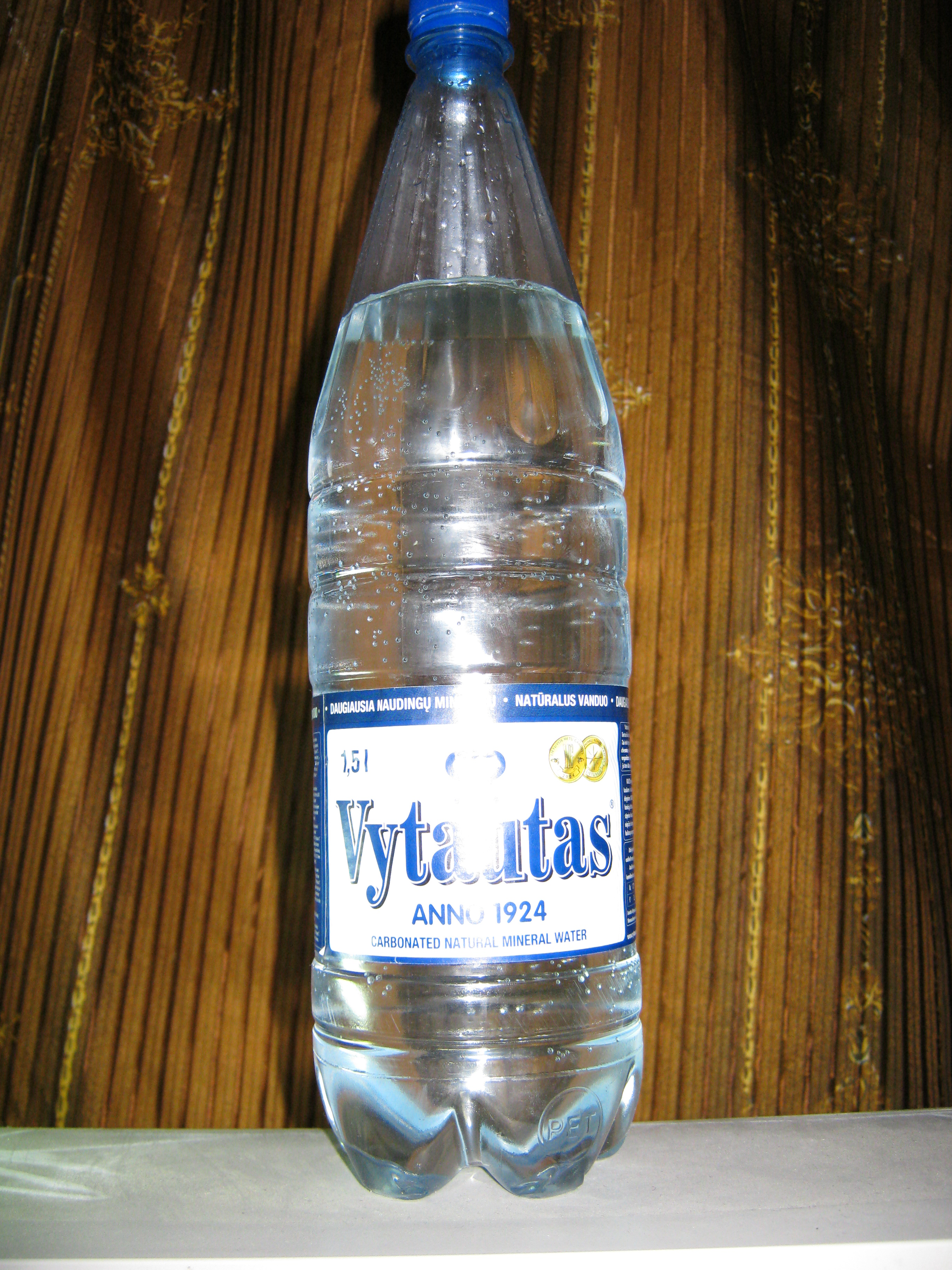
Mineralwasser „Vytautas“

Vytautas ist ein Markenname eines Mineralwassers aus der Gemeinde Birštonas im Bezirk Alytus in Litauen. Mit diesem Wasser werden die Trinkhallen und die Mineralwasser-Abfüllanlage in der Stadt Birštonas versorgt. Das Mineralwasser „Vytautas“ ist das erste und älteste litauische Mineralwasser. Es wird bereits seit 1924 in Flaschen abgefüllt. Es wird aus einer Tiefe von 60 Meter gewonnen. Die Birštonas-Mineralwasserquelle wurde erstmals 1382 in den Chroniken des Kreuzritter-Gesandten erwähnt. 
Das Vytautas-Mineralwasser wird bei der Behandlung von Magen-Darm-Trakt-Erkrankungen verwendet.
Das reine, nicht karbonisierte Mineralwasser „Vytautas“ kann in den Brunnenhäusern der Heilstätten „Tulpės sanatorija“ und „Versmė“ des Kurorts Birštonas unentgeltlich getrunken werden.